# Nati nel 766
| Questa pagina contiene informazioni ricavate automaticamente dalle voci biografiche con l'ausilio del template Bio e di un bot. L'aggiornamento è periodico e automatico e ricostruisce completamente la pagina. Se manca una persona in questa lista, sei pregato di non aggiungerla, ma accertati piuttosto che la sua voce biografica contenga il template Bio e che i dati anagrafici siano correttamente compilati. Se il template Bio manca, inseriscilo tu stesso o, in alternativa, metti l'avviso {{tmp\|Bio}} che ne segnala la mancanza. Se i dati riportati sono sbagliati, correggi direttamente la voce biografica; le modifiche saranno visibili in questa lista entro pochi giorni. Per chiarimenti vedi il progetto biografie. La lista contiene solo le 4 persone che sono citate nell'enciclopedia e per le quali è stato implementato correttamente il template Bio. Pagina aggiornata al 2 giu 2025. |

- 19 febbraio - Hārūn al-Rashīd, califfo († 809)
- Habash al-Hasib al-Marwazi, astronomo, geografo e matematico iraniano
- Al-Hadi, califfo († 786)
- Zubayda bint Ja'far, principessa († 831)